# Ron Underwood
Ronald Brian „Ron” Underwood (ur. 6 listopada 1953 w Glendale w stanie Kalifornia) – amerykański reżyser filmowy i telewizyjny.

## Wybrana filmografia
- Wstrząsy (1990)
- Sułtani westernu (1991)
- Serce i dusze (1993)
- Miłosne wybory (1994)
- Wielki Joe (1998)
- Pluto Nash (2002)
- Porwanie Sinatry (2003)
- W wirze (2005)
- Rok bez Mikołaja (2006)
- Córka Mikołaja (2006)
- Świąteczny więzień (2007)
- Córka Mikołaja 2 (2009)

Pracował także gościnnie przy reżyserii odcinków popularnych seriali telewizyjnych; m.in.: Detektyw Monk, Orły z Bostonu, Eli Stone, Żniwiarz, Tajemnica Amy, Brzydula Betty, Jej Szerokość Afrodyta, Herosi, Castle.